# بهائیت توحیدی
بهائیان مُوَحّد یا توحیدی (به انگلیسی: Unitarian Baha'i) به گروه کوچکی از بهائیان گفته می‌شود که بعد از درگذشت بهاءالله به طرفداری از میرزا محمد علی و مخالفت با عبدالبهاء پرداختند. بهاءالله به طور رسمی و مشخص در وصیتنامه‌اش- کتاب عهدی- عبدالبهاء را به عنوان جانشین خود اعلام نموده و از بازماندگان خواسته بود تا پس از وی به عبدالبهاء روی بیاورند. در این وصیتنامه همچنین ذکر شده بود که میرزا محمد علی- پسر دوّم بهاءالله- در رتبهٔ دوم بعد از عبدالبهاء قرار دارد. اکثریت قریب بالاتفاق بهائیان مطابق کتاب عهدی، عبدالبهاء را به عنوان مرجع آئین بهائی پذیرفتند. اندکی بعد امّا، محمد علی، برادر ناتنی عبدالبهاء، بر خلاف این وصیت‌نامه مرجعیّت عبدالبهاء را انکار کرد و در ابتدا به صورت پنهان و سپس آشکارا به مخالفت با او پرداخت. اگرچه این مخالفت‌ها نتوانست در وفاداری تودهٔ بهائیان به عبدالبهاء خللی وارد کند، امّا باعث بروز مشکلات فراوانی برای عبدالبهاء از جانب مقامات عثمانی شد. در پاسخ به این مخالفت‌های طویل‌المدت مدّت عبدالبهاء توّجه بهائیان را به اصل «عهد و میثاق» جلب نمود که بر طبق آن در هر زمان، پیروی از آن مرجعی که برای ادارهٔ جامعه تعیین شده، باعث حفظ اتحاد جامعهٔ بهائی می‌شود. عبدالبهاء کسانی که این عهد و میثاق را زیر پا گذاشته بودند از جمله میرزا محمد علی و طرفدارانش را «ناقض عهد و میثاق» اعلام نمود و از جامعه بهائی طرد کرد. طرفداران میرزا محمد علی در عکا و نواحی آن حداکثر شش خانواده بودند که عملاً در جامعه اسلامی آن منطقه حل شدند. او میرزا محمد علی در آمریکا نیز گروه کوچکی از طرفداران داشت که توسط ابراهیم خیرالله و بعد از او شعاع الله پسر میرزا محمد علی رهبری می‌شد. تعداد این گروه رفته رفته رو به افول نهاد و تلاشهای متعاقب برای جذب افراد بیشتر ناکام ماند.

## تاریخچه
بهاءالله تا پایان عمرش در سال ۱۸۹۲ در عکا تحت حصر خانگی باقی ماند. بنا بر وصیت‌نامه بهاءالله، پسر بزرگش عباس که بعدها به عبدالبهاء ملقب گردید به عنوان جانشین او تعیین شد. بهائیان معتقدند این برای اولین بار در تاریخ ادیان است که پیامبر یک دین پس از خود به صورت کتبی و با خط خود جانشین خویش را انتخاب می‌کند و این باعث می‌شود که آئین بهائی از تفرقه و انشعاب در امان بماند.
بهاءالله به‌طور رسمی و مشخص در وصیتنامه‌اش (کتاب عهدی) که به دست خط خود نوشته بود با یادآوری آیه‌ای از کتاب اقدس در مورد جانشینی عبدالبهاء بعد از خود از بهائیان می خواهد که بعد از درگذشتش به عبدالبهاء روی بیاورند. این وصیت‌نامه اندک زمانی پس از درگذشت بهاءالله در جمع بزرگی خوانده شد. در این وصیتنامه همچنین ذکر شده بود که میرزا محمدعلی- پسر دوّم بهاءالله- در رتبهٔ دوم بعد از عبدالبهاء قرار دارد. جانشینی عبدالبهاء دور از انتظار نبود، او دستیار وفادار و قابلی برای پدرش بود. اکثریت قریب به اتفاق بهائیان مطابق کتاب عهدی، عبدالبهاء را به عنوان جانشین و مبیّن و مفسّر رسمی آثار بهاءالله، مرکز عهد و میثاق و سرمشقی از زندگی بهائی پذیرفتند.
اندکی بعد امّا، میرزا محمدعلی، برادر ناتنی عبدالبهاء، بر خلاف این وصیت‌نامه عمل کرده، مرجعیّت عبدالبهاء را انکار کرد و در ابتدا به صورت پنهان و سپس آشکار به مخالفت با او پرداخت. اگرچه این مخالفت‌ها نتوانست در وفاداری تودهٔ بهائیان به عبدالبهاء خللی وارد کند، امّا باعث بروز مشکلات برای عبدالبهاء از جانب مقامات عثمانی شد. همکاری میرزا محمدعلی و امپراتوری عثمانی به بازداشت و حصر مجدد عبدالبهاء در عکا انجامید و حکم تبعید او به صحراهای شمال آفریقا در دستور کار قرار گرفت. با انقلاب جمعیت ترکان جوان اما عبدالبهاء از خطر تبعید نجات یافت و مانند سایر زندانیان سیاسی امپراتوری عثمانی آزاد شد.
افراد دیگری نیز در این میان با همکاری با میرزا محمد‌علی به مخالفت با عبدالبهاء برخاستند. عده‌ای از اولاد بهاءالله و ابراهیم خیرالله از جمله این اشخاص بودند. ابراهیم خیرالله از مسیحیان سوریه بود که به آئین بهائی گرویده بود. او بعدها به آمریکا مهاجرت کرد و به تبلیغ آئین بهائی در آنجا پرداخت. ابراهیم خیرالله در ابتدا آئین بهائی را به صورت تلفیقی از مسیحیت ارائه می‌داد و عبدالبهاء را به عنوان بازگشت دوباره مسیح در آمریکا معرفی میکرد، ادعایی که عبدالبهاء قاطعانه آنرا رد کرد و اقدام به اصلاح آن کرد. بعد از مدتی خیرالله که قصد داشت به عنوان رهبر مذهبی بهائیان آمریکا شناخته شود از در مخالفت با عبدالبهاء درآمد و شروع به همکاری با میرزا محمدعلی کرد. میرزا محمدعلی برای حمایت از خیرالله پسر خود شعاع‌الله را در سال ۱۹۰۴ به آمریکا فرستاد. گروه اندکی از تازه بهائیان در آمریکا که خود را مُوحّد می‌نامیدند از خیرالله پیروی کردند، ولی تعدادش رفته رفته رو به افول نهاد به طوری که در سال ۱۹۰۶ به یک جمع ۴۰ نفری در کنوشا، یک گروه کوچک در شیکاگو و تعدادی افراد پراکنده در جاهای دیگر تقلیل پیدا‌کردند. تلاشهای متعاقب برای بسط و توسعه این جریان و جذب افراد بیشتر ناموفق ماند و گروه کنوشا بعد ازسال ۱۹۵۰ غیر فعال شد. بعد از خیرالله، شعاع‌الله رهبر این گروه کوچک شد. شعاع‌الله بعدها برای مدت ۳ سال از سال ۱۹۳۴ تا ۱۹۳۷ اقدام به انتشار مجله‌ای به نام «Quarterly» به زبان انگلیسی کرد که به ترویج مطالب و نوشته‌های میرزا محمد‌علی و سایر افراد این گروه می‌پرداخت.
بهائیان آمریکا بعد از اینکه ابراهیم خیرالله به طرفداری از میرزا محمدعلی و مخالفت با عبدالبهاء برخاست موقتاً دچار سردرگمی شدند؛ به ویژه به این دلیل که اطلاعات دقیقی به زبان انگلیسی راجع به آئین بهائی در دست نداشتند. عبدالبهاء برای حل این مشکل و تحکیم این جامعه و ایجاد فهم عمیق‌تری از آئین بهائی دست به یک سلسله اقدامات زد. او بین سالهای ۱۹۰۰ تا ۱۹۰۵ چهار مبلغ بهائی ایرانی به آمریکا فرستاد تا بهائیان آمریکا به درک درستی از عقاید و آموزه‌های بهائی دست یابند؛ او همچنین در سطح وسیعی شروع به مکاتبه با بهائیان آمریکا نمود و در نهایت خود به آمریکا سفر کرد و در بسیاری از شهرهای این کشور به شرح و بسط تعالیم بهائی در مجامع عمومی و خصوصی پرداخت. وقایع دیگری نیز به روند تحکیم  و افزایش آگاهی بهائیان آمریکا از آئین بهائی کمک کرد، من جمله اینکه گروهی کوچک ولی تاثیر گذار از بهائیان آمریکا برای دیدار عبدالبهاء به عکا رفتند، حجم وسیعی از آثار و متون بهائی به انگلیسی منتشر شد (تا سال ۱۹۱۲ حداقل ۷۰ کتاب و جزوه در باره دیانت بهائی، شرح آموزه های آن و ترجمه متون بهائی به انتشار رسید)‌ و رفته رفته مبلغین و رهبران بهائی در آمریکا از میان خود بهائیان آمریکایی ظهور کردند.
پاسخ عبدالبهاء به مخالفتهای طویل‌المدت میرزا محمد علی و طرفدارانش همچون پدرش بهاءالله در طی سه مرحله متطّور شد. در ابتدا عبدالبهاء بدون علنی کردن مشکل سعی در مذاکره و مصالحه با میرزا محمدعلی و اعوانش داشت. سپس بعد از اطمینان از اینکه مصالحه راه به جایی نمی‌برد و خطر آسیب به جامعه وجود دارد، توّجه بهائیان را به اصل «عهد و میثاق» جلب نمود و به بهائیان دستور داد تا تمام روابط خود را با میرزا محمدعلی و همدستانش قطع کنند. بر اساس اصل عهد و میثاق در هر زمان پیروی از آن مرجعی که برای ادارهٔ جامعه تعیین شده ضروری است و باعث حفظ اتحاد جامعهٔ بهائی می‌شود. عبدالبهاء کسانی که این عهد و میثاق را زیر پا گذاشته بودند (مانند میرزا محمدعلی) «ناقض عهد و میثاق» (شکننده پیمان) اعلام کرد. در نهایت نمایندگانی از طرف خود به مناطقی که بیشترین تاثیر را از این مشکل گرفته‌ بودند فرستاد. وظیفه این نمایندگان تشویق بهائیان به قطع کامل و دائمی روابط خود با میرزا محمدعلی و پیروانش بود. آنان از طرف عبدالبهاء این اختیار را داشتند تا با پیروان میرزا محمدعلی ارتباط برقرار کرده و آنان را تشویق به بازگشت نمایند. این نمایندگان در ایران همان چهار نفری بودند که از طرف بهاءالله به عنوان ایادیان امرالله تعیین شده بودند.
عبدالبهاء در وصیت‌نامه خود که «الواح وصایا»‌ نامیده میشود شوقی افندی نوه ارشد خود را به عنوان جانشین برگزید و با تشریح فعالیتهای میرزا محمدعلی او را ناقض عهد اعلام و از جامعه بهائی طرد کرد. طرفداران میرزا محمدعلی در عکا و نواحی آن حداکثر متشکل از شش خانواده بودند که فعالیتهای دینی خاصی نداشتند و عملاً در جامعه اسلامی آن منطقه حل شدند.
با اینکه در تاریخ ادیان شقاق و شکافهای اعتقادی بعد از درگذشت پیامبر و موسس آئین جدید امری رایج  است اما عبدالبهاء با وجود حملات جدّی از ناحیه برادر ناتنی‌‌ خود توانست وحدت جامعه بهائی را بعد از درگذشت پدرش حفظ نماید و از تفرقه و به‌وجود آمدن شکافهای عقیدتی و انشعاب  در آن جلوگیری کند.